# کاردماهی‌های شبح خال‌خالی
کاردماهی‌های شبح خال‌خالی (نام علمی: Adontosternarchus) نام یک سرده از تیره کاردماهی شبح است.